# 檜隈

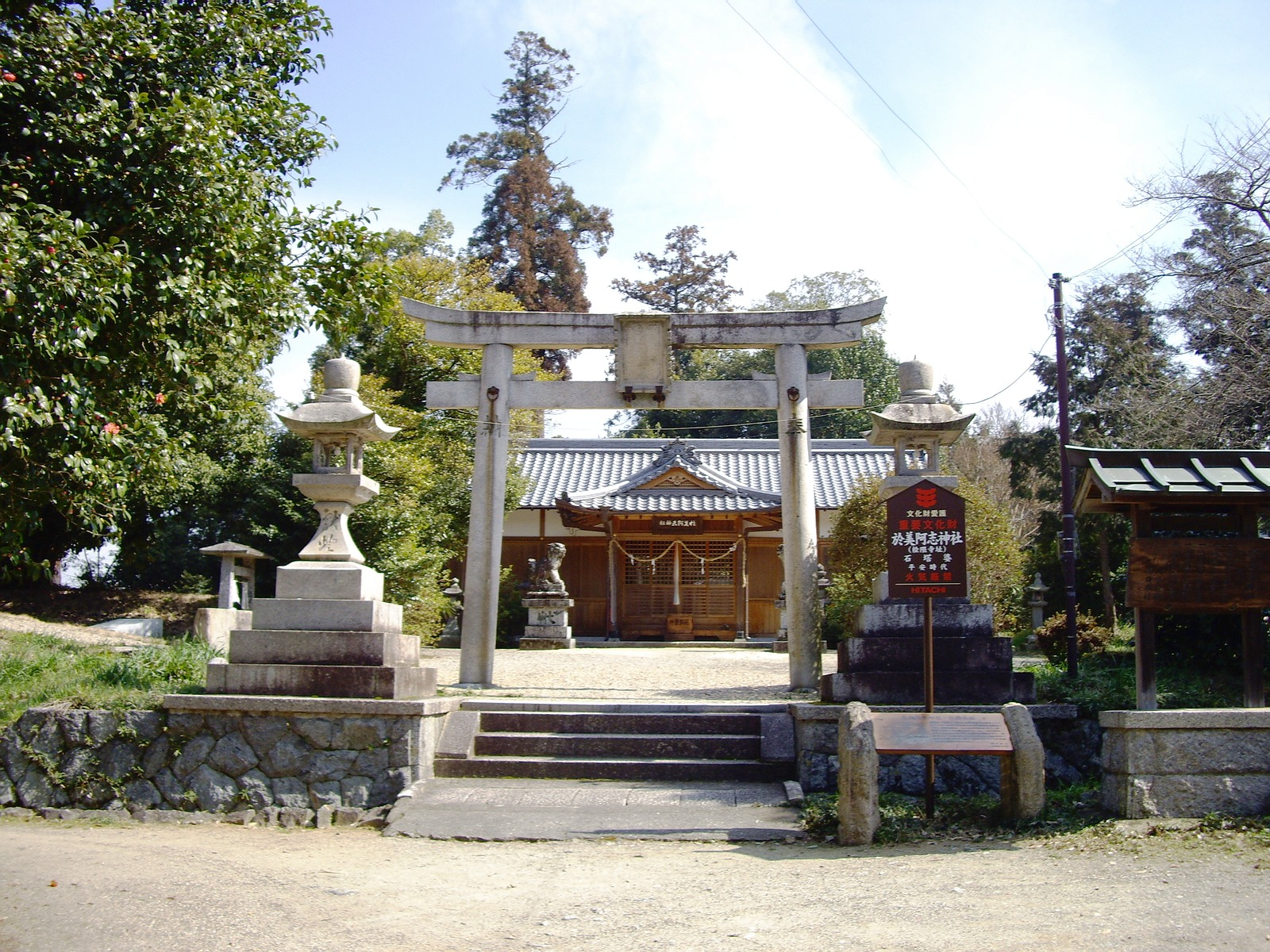
於美阿志神社

檜隈（ひのくま）は、かつて大和国高市郡にあった地域である。檜前、比乃久末、比乃久万とも。現在の奈良県高市郡明日香村大字檜前、栗原、御園を中心に東は立部、北は野口、西は高取川の東岸周辺を指した。

## 概要
檜隈は飛鳥に隣接し、秦氏などと並び有力な渡来系氏族で檜隈忌寸とも称される東漢氏の本拠地である。東漢氏の祖神を祀る於美阿志神社、東漢氏の氏寺の檜隈寺、清水寺の創建に関係する子嶋寺、高松塚古墳やキトラ古墳などの大陸風の壁画古墳が良く知られている。
『続日本紀』に坂上苅田麻呂が宝亀3年（772年）と延暦4年（785年）の2度にわたり、坂上氏が同族である東漢氏を代表して光仁天皇や桓武天皇に奉った上表文が伝わり、そこでは後漢霊帝の後裔と称する祖先の阿知使主（阿智王）が応神天皇の時代に17県の人夫を率いて百済から日本へと帰従し、大和国高市郡檜前村を賜って居住したとしている。檜隈が東漢氏の地盤であったことが窺える。

## 範囲
古代檜隈は檜隈川ともいわれた高取川を西端に、北端を天武・持統天皇の檜隈大内陵と欽明天皇の檜隈坂合陵を結ぶ丘陵、東端を檜隈大内陵から中尾山古墳、高松塚古墳、天武天皇の檜隈安古岡上陵 、呉原寺跡、キトラ古墳を結ぶ丘陵に囲まれた地域と考えられる。
南端は渡来人の陶質土器や韓式系土器等が出土し、大壁住居やオンドル等の建築遺構も検出されている清水谷遺跡付近と思われる。